# Monocarpia maingayi
Monocarpia maingayi là loài thực vật có hoa thuộc họ Na. Loài này được Joseph Dalton Hooker và Thomas Thomson mô tả khoa học đầu tiên năm 1872 dưới danh pháp Cyathocalyx maingayi.
Năm 2012 Ian Mark Turner chuyển nó sang chi Monocarpia.

## Phân bố
Có tại bán đảo Mã Lai và Sumatra, cụ thể là tại miền nam Thái Lan, Malaysia và Indonesia.